# Cosso Cornelio Lentulo (console 60)
Cosso Cornelio Lentulo (in latino: Cossus Cornelius Lentulus; 28 circa – dopo il 60) è stato un magistrato e senatore romano, console dell'Impero romano.

## Biografia

### Famiglia
Rampollo dell'illustre famiglia patrizia dei Cornelii Lentuli, Lentulo era figlio di Cosso Cornelio Lentulo, omonimo console ordinario del 25 e legatus Augusti pro praetore della provincia di Germania Superiore dal 26 al 29.
La famiglia di Lentulo aveva assunto posizioni importanti nei primi anni dell'Impero: il nonno Cosso Cornelio Lentulo era stato console ordinario nell'1 a.C., vincitore dei Musulami e dei Getuli (per cui ottenne il cognomen ex virtute Getulico, passato a uno dei figli), amicus di Tiberio e prefetto urbano dal 33; lo zio Gneo Cornelio Lentulo Getulico fu console ordinario nel 26 e poi legatus Augusti pro praetore di Germania superiore fino al 39 (anno in cui fu ucciso da Caligola come cospiratore insieme a Marco Emilio Lepido) ed era legato agli Apronii e ai Plautii; la zia Cornelia era moglie di Gaio Calvisio Sabino, console ordinario del 26 e legato di Pannonia dal 37 al 39 (quando i due si suicidarono prima del termine di un processo sotto Caligola).
Anche nella generazione di Lentulo la famiglia - e in particolare i figli dello zio Getulico - aveva una certa notorietà. Il cugino Gneo Cornelio Lentulo Getulico era stato console suffetto nel 55; la cugina Cornelia Cesia o Cesiana era stata promessa in sposa al figlio del potente prefetto del pretorio Seiano; il cugino Cosso Cornelio Lentulo Getulico ebbe l'onore di vedere la figlia Cornelia scelta come Vestale nel 62; un altro possibile cugino (di primo o secondo grado), Decimo Giunio Silano Getulico, lo connetteva alle illustrissime famiglie dei Iunii Silani e dei Lutatii Catuli.

### Carriera
Della carriera di Lentulo non è noto quasi nulla. L'unico incarico lo vede, però, al vertice dello Stato romano: egli fu console ordinario nel 60 insieme al princeps Nerone (console per la quarta volta) per l'intero primo semestre dell'anno. È stato ipotizzato che il grande onore dell'eponimato consolare potesse essere un tentativo da parte di Nerone di riavvicinare alla dinastia famiglie dell'antica nobiltà patrizia che potevano avere motivi di risentimento.
Dopo il consolato, Lentulo scompare dalla storia.